# Coleosporium perillae
Coleosporium perillae är en svampart som beskrevs av Dietel & P. Syd. 1899. Coleosporium perillae ingår i släktet Coleosporium och familjen Coleosporiaceae.   Inga underarter finns listade i Catalogue of Life.